# Самойлов, Иван Арсеньевич
Иван Арсеньевич Самойлов (25 октября 1917 — 11 января 1943) — советский танкист, гвардии старший лейтенант Рабоче-крестьянской Красной армии, участник Советско-финской и Великой Отечественной войн. Герой Советского Союза (1940).

## Биография
Родился 25 октября 1917 года в деревне Глебово Кашинского уезда Тверской губернии (ныне Кашинский район Тверской области) в крестьянской семье. Окончил 7 классов средней школы в селе Маковницы и школу ФЗУ. Работал слесарем на строительстве Московского метрополитена.
В 1938 году был призван на службу в Рабоче-крестьянскую Красную армию Кашинским райвоенкоматом. Окончил курсы усовершенствования командного состава, стал кандидатом в члены ВКП(б). В 1939 году началась Советско-финская война, Самойлов был направлен на фронт Северо-Западный фронт.
В феврале 1940 года пехота 123-й стрелковой дивизии вела трудное наступление в районе Сумма-Хотинен. На поддержку пехотинцам командование направило 20-ю танковую бригаду 7-й армии. 11 февраля 1940 года на одном из участков стрелки, достигнув проволочного заграждения, не могли продвигаться дальше и залегли, поскольку противник вёл огонь по наступавшим из орудий и пулемётов, среди советских сил были уже убитые и раненые.
Старший радиотелеграфист 95-го танкового батальона 20-й танковой бригады младший командир Самойлов находился в составе экипажа одного из танков. Подойдя к рубежу, где залегли советские пехотинцы, он высунулся из люка и прокричал «Двигайтесь за мной!», после чего танк двинулся прямо на позиции финнов. Вскоре огневые точки противника были подавлены, образовались проходы в финских проволочных заграждениях, обеспечившие успешное наступление стрелковых подразделений.
Указом Президиума Верховного Совета СССР от 11 апреля 1940 года за образцовое выполнение боевых заданий командования на фронте борьбы с финской белогвардейщиной и проявленные при этом отвагу и геройство младшему командиру Самойлову было присвоено звание Героя Советского Союза.
На фронтах Великой Отечественной войны с июня 1941 года. С 4 декабря 1942 года — на Донском фронте.
Командир роты тяжёлых танков старший лейтенант 10-го гвардейского танкового полка прорыва Самойлов отличился в ходе Сталинградской битвы, уничтожив 9 орудий, 7 пулемётных гнёзд с расчётами, 12 блиндажей с пехотой противника, а также подбил 3 немецких танка и одну бронемашину. В бою 11 января 1943 года танк Самойлова был подожжён противником, но экипаж дважды тушил пламя и продолжил атаку. Продолжая вести бой, машина была подбита третий раз. Покидая горящий танк, Самойлов погиб. Посмертно был награждён орденом Отечественной войны II степени.
Похоронен в братской могиле на хуторе Вертячий Городищенского района Волгоградской области.

## Награды
- Герой Советского Союза (Указ Президиума Верховного Совета СССР от 11 апреля 1940 года, орден Ленина и медаль «Золотая Звезда» № 344)[2];
- орден Отечественной войны II степени (6 февраля 1943 года; посмертно)[3];
- орден Красной Звезды[2];
- медали[2].

## Память
- В 1992 году одной из улиц Кашина было присвоено имя Самойлова[5], там же ему установлен памятник. В Твери в честь Самойлова названа школа[2].
- На здании маковницкой восьмилетней школы установлена мемориальная доска. В 1965 году этой школе было присвоено имя Самойлова[6].